# کیرو مانویان
کیرو مانویان (ارمنی: Կիրօ Մանոյեան؛ زادهٔ ۱۹۶۲) یک سیاستمدار اهل ارمنستان و یکی از رهبران حزب فدراسیون انقلابی ارمنی می‌باشد.

## زندگی‌نامه
کیرو مانویان در سال ۱۹۶۲ در بیروت، لبنان در یک خانواده ارمنی به دنیا آمد. وی در سال ۱۹۷۶ به همراه خانواده اش به مونترال کبک نقل مکان نمود. وی در دانشگاه کنکوردیا مونترآل تحصیل نموده‌است. در دهه ۱۹۸۰ وی مدیر اجرایی کمیته ملی ارمنیان کانادا بوده‌است. از سال ۱۹۸۹ تا ۱۹۹۹ وی عضو هیئت تحریریه هفته‌نامه ارمنی‌زبان هوریزون چاپ کانادا بود. از اکتبر ۱۹۹۱ تا سپتامبر ۱۹۹۹ وی سردبیر این هفته‌نامه بود. در سال ۱۹۹۹ وی به ایروان، ارمنستان نقل مکان نمود. از سال ۲۰۰۰ وی مدیر دبیرخانه بین‌المللی فدراسیون انقلابی ارمنی شاخه ایروان می‌باشد. در ۳۲مین کنگره جهانی به تاریخ ژانویه ۲۰۱۵ که در ارمنستان تشکیل شد وی به عنوان عضو دبیرخانه فدراسیون انقلابی ارمنی برگزیده شد. در تاریخ ۷ مه ۲۰۱۶ نشان "Vachagan Barepasht" توسط رئیس‌جمهور آرتساخ، باکو ساهاکیان به وی اعطا گردید. در تاریخ ۲۸ دسامبر ۲۰۱۵ مدال موسس خورناتسی از سوی رئیس‌جمهور ارمنستان، سرژ سرکیسیان به گیرو مانوکیان اعطا گردید.